# دیوار (فیلم ۲۰۰۴)
دیوار (به انگلیسی: deewaar) فیلمی است هندی با بازیگری آمیتاب باچان که در سال ۲۰۰۴ ساخته شده‌است.

## داستان
داستان فیلم در مورد گروهی از اسرای هندی در پاکستان است که بیش از ۳۰ سال است که اسیرند